# 信長の野望・天道
『信長の野望・天道』（のぶながのやぼう・てんどう）は、2009年9月18日にコーエー（現・コーエーテクモゲームス）からに発売されたWindows用歴史シミュレーションゲーム。「信長の野望シリーズ」の第13作。

## 内容
公式サイトや北見健プロデューサーへのインタビュー記事によると、本作「天道」は。「道」をテーマにしている。基本的なゲームシステムは前作『革新』を元にしており、道敷設・破壊による施設占拠や防衛の要素が取り入れられている。音楽は山下康介が担当した。

## 概要

### 前作からの変更点
ターン制でなく、内政をしながら部隊を動かして戦闘するなど、『革新PK』の基本的なシステムは踏襲されているが、変更点も多い。

### 道の敷設
『革新PK』では部隊の移動する際に通る道はあらかじめ存在し、その道を通って隣の城に攻め込むが、本作「天道」では武将に命令して部隊の移動のための道を自分で作らなければならない。軍の部隊は道のない場所を通ることもできるが、その分、移動速度が大きく低下する。また、「天道」では、道を敷設するだけでなく、逆に道を撤去し、敵軍の進行を妨害するなどの戦略も可能である。また自国の城と相手国の城が道でつながっている場合に、その城を陥落させずとも相手国の町並みだけ自勢力のものとして占領することができるようになった。これは「部分的に領土を奪い合う」という現実の抗争を反映させようという試みと見られる。

### 内政の簡略化
『革新PK』では領地内にまず町並みを建設し、その後町並みの中に施設を立てるというものであったが、本作「天道」では城下の町並みの数と種類が決まっており、施設を建設するだけになった。南蛮町・門前町・公家町が廃止され、村落・商人町・武家町・匠ノ町のみになり、専用の施設を建設すると文化人が来訪するようになった。施設のグラフィックも目立たなくなっている。また施設を完成させずに武将を帰還させると、その施設はまったく建設されなかった場合と同じになり、『革新PK』のように作りかけの状態という概念がなくなった。

### 技術の柔軟化
技術を研究する際、『革新PK』では一定数の学舎が建設されていることが条件であったが、本作「天道」では学舎が廃止され、「金銭」と「匠ノ町」だけ（上位技術の研究にはさらに1種～2種の資源生産地の支配も必要）で可能になった。また同時にいくつでも技術を研究できるようになり、加えて武将の適性による制限がなくなった。
一方で『革新PK』では一度、習得した技術はその後もずーと失われる事はなかったが、本作「天道」では技術が匠ノ町1つにつき1つずつ所有され、もし匠ノ町が他勢力・敵軍に奪われるとその匠ノ町にあったその技術も喪失するようになった（資源生産地が必要な技術については資源生産地を奪われると匠ノ町が奪われなくても喪失する）。
これにより、その国が領有している匠ノ町や資源生産地の数が、その国の持ちうる技術の数に直結し、大勢力に有利なシステムとなった。この「技術の喪失」の概念が加わった事で相手勢力を技術面で弱体化させられるようになり、国は小さいながらも高度な技術を保有している勢力にとって大きな国に対抗しやすくなった。
また、水軍と築城のカテゴリーが廃止され、水軍技術は「兵器」の技術に、築城技術は「内政」の技術編入された。かわりに内政技術から兵糧・募兵・軍馬にかかわる技術が分離した「牧農」というカテゴリーが新たに作られた。また「天道」では、南蛮との貿易により獲得する南蛮技術は廃止され、貿易に必要だった特産品も登場しなくなった。
天道で利用できる技術一覧
足軽
草鞋（わらじ）、三間槍（さんげんやり）、腹巻鎧（はらまきよろい）、革足袋（かわたび）、陣羽織（じんばおり）、胴丸（どうまる）、仁王具足（におうぐそく）、当世具足（とうせいぐそく）、脇槍（わきやり）、軍太鼓（ぐんだいこ）
騎馬
牧場（ぼくじょう）、馬上槍（ばじょうやり）、馬面（ばめん）、蹄鉄（ていてつ）、母衣（ほろ）、馬鎧（うまよろい）、耳覆い（みみおおい）、馬上組打（ばじょうくみうち）、朱塗具足（しゅぬりぐそく）、旗指物（はたさしもの）
弓
軽弓（けいきゅう）、矢衾（やぶすま）、歩盾（ほだて）、遠矢（とおや）、竹束（たけたば）、弓騎馬（ゆみきば）、速射法（そくしゃほう）、避来矢（ひらいし）、横矢（よこや）、破魔弓（はまゆみ）
鉄砲
鉄砲鍛冶（てっぽうかじ）、散弾（さんだん）、金創医術（きんそういじゅつ）、早合（はやごう）、火薬改良（かやくかいりょう）、鉄盾（てつだて）、馬上筒（ばじょうづつ）、連式銃（れんしきじゅう）、陣押（じんおし）、半鐘（はんしょう）
兵器
安宅船（あたけぶね）、攻城櫓（こうじょうやぐら）、台車（だいしゃ）、水密隔離（すいみつかくり）、鉄甲船（てっこうせん）、大筒（おおづつ）、車盾（くるまだて）、製鉄法（せいてつほう）、施条法（しじょうほう）、炸裂弾（さくれつだん）
牧農
草肥（くさごえ）、新薬（しんやく）、刀狩（かたながり）、品種改良（ひんしゅかいりょう）、検地（けんち）、灌漑（かんがい）、地引網（じびきあみ）、馬防疫（ばぼうえき）、二期作（にきさく）、兵農分離（へいのうぶんり）
内政
鉱脈調査（こうみゃくちょうさ）、木版印刷（もくはんいんさつ）、番匠（ばんしょう）、挽割製材（ひきわりせいざい）、弓狭間（ゆみはざま）、伝馬制（でんばせい）、携行食（けいこうしょく）、割符（わりふ）、製図（せいず）、関所撤廃（せきしょてっぱい）

### 築城の平等化
プレイヤーが奪い合う拠点である城の耐久度は、『革新PK』では築城技術を獲得することで改築し、増やすことができたが、本作「天道」では、低級の内政技術を獲得することで改築できるようになった。これによりプレイヤーの操作する大勢力の城は耐久度が高く、COMの小勢力の城は弱いという差は縮まった。また自動で攻撃する施設である櫓・鉄砲櫓は廃止され、大幅に弱体化した「櫓」に変更された。「要塞」「櫓ロード」など呼ばれ、城のまわりを鉄砲櫓で埋めてCOMの攻撃を防ぐという『革新PK』での常套手段は本作で不可能になり、大兵力で攻めこまれると基本的に防ぐ手立てがなくなった。

### ダメージ系戦法の強化
部隊どうしが戦闘すると「闘志」というポイントがたまり、一定量の闘志がたまると「戦法」を発動するシステムはそのまま踏襲されている。その「戦法」のうち、鼓舞・混乱・火牛といった計略・サポート系の戦法が大幅に弱体化され、「槍衾」（やりぶすま）など敵軍にダメージを与える戦法が強化され、槍衾之一・二・三・四・極（きわみ）というように効果が5段階まで細分化された。また鎮静・謀殺・乱破・金剛之備（そなえ）など新しい戦法が加わった。一方で、戦闘によって経験値を得ると武将が戦法をおぼえるシステムは廃止され、ある武将の使える戦法は固定して1つになった。

### 自動調達
募兵・鉄砲調達・馬調達は、それぞれ「奉行」と呼ばれる武将を指定するとその武将が自動で行うようになった。革新PKでは自動で募兵することはできるが、城で待機している武将の中で最も統率値の高い武将が募兵するようになっており、やや不便な点があったが、これによって改善された。鉄砲調達と馬調達も指定した武将を用いて自動で行えるようになり、プレイヤーの操作の負担が減少した。兵器の製造は『革新PK』と同様である。

### 軍事施設
合戦では、軍事施設を充実させた。軍事施設には次の5種類ある。「砦」は，敵部隊に対して弓矢で攻撃する施設になっており，大型で耐久力が高い。一方「櫓」は，同じく弓矢で攻撃する施設だが，小型で耐久力が低いものになっている。「狼煙台」は。敵部隊に対して奇襲攻撃を仕掛けられる。「兵糧庫」は自軍部隊の士気の低下を防ぐ。「陣屋」は部隊の士気を回復させる。

### 陣形
合戦では，軍は最大で5部隊を一つの「陣形」として組むことができる。部隊を陣形に組み込むと，その各部隊は「陣形」の形に従い、つねに行動を共にするようになる。防御に優れた陣形や，城攻めに優れた陣形など，さまざまな組み合わせが可能である。天道では、出陣する時、3人以上の武将を選ぶと、軍勢になり、陣形を組めるようになる。「天道」の合戦で選択できる陣形は次の9種類である。
鶴翼（かくよく）
- 戦法連携が発動する確率を高める陣形。同一の兵科で編成するのに適している。

魚鱗（ぎょりん）
- 足軽隊や騎馬隊の攻撃力を高める陣形。直接攻撃が強力になる。

雁行（がんこう）
- 弓隊や鉄砲隊の攻撃力を高める陣形。間接攻撃が強力になる。

偃月（えんげつ）
- 全兵科の攻撃力を高める陣形。部隊攻撃が全て強力になる。

鋒矢（ほうし）
- 全兵科の破壊力を高める陣形。敵軍の拠点、施設などの攻撃に適している。

方円（ほうえん）
- 全兵科の防御力を高める陣形。防御力が高く、持久戦に適している。

衡軛（こうやく）
- 戦法に対する防御力を高める陣形。敵の戦法の被害を減らすのに適している。

錐行（すいこう）
- 機動力を高める陣形。部隊の機動力、移動距離が高まり、援軍の活動に向く。

包囲（ほうい）
- 城を包囲攻撃するための陣形。攻城戦で、敵軍の拠点を包囲できる。

この陣形を利用した戦闘システムは「信長の野望・烈風伝」でも採用されている。

### 戦法
本作「天道」では、戦闘状態に入った部隊は，「信長の野望・革新」でも登場した「闘志ゲージ」を溜めることで，強力な技「戦法」を発動できる。
戦法とは、武将がそれぞれ持っている特殊な必殺技のことである。合戦で武将が「戦法」を発動すると、敵軍に大きなダメージをあたえる、敵軍を混乱させる、敵軍を動揺させる、敵軍の士気を下げる、自軍の士気を上げる、鼓舞する、自軍の攻撃力を上げる、自軍の守備力を上げる、などの効果が出て合戦を有利に進めることができる。
戦法には「兵科戦法」と「連携攻撃」がある。
「兵科攻撃」とは、その兵科（足軽、騎馬、弓、鉄砲など）の部隊が独自に持つ攻撃である。「連携攻撃」とは、その軍の部隊が「兵科戦法」を発動した状態で、近くに同じ兵科の部隊がいるとその部隊とチーム連携、協力して敵軍を攻撃することである。また、この時の攻撃は普通の攻撃より威力が大きくなる。
天道で利用できる戦法一覧
足軽
槍衾之一（やりぶすまのいち）、槍衾之二（やりぶすまのに）、槍衾之三（やりぶすまのさん）、槍衾之四（やりぶすまのし）、槍衾之極（やりぶすまのきわみ）、鬼槍（きそう）、燕飛（えんび）、神槍（しんそう）
騎馬
突撃之一（とつげきのいち）、突撃之二（とつげきのに）、突撃之三（とつげきのさん）、突撃之四（とつげきのし）、突撃之極（とつげきのきわみ）、疾駆（しっく）、赤備（あかぞなえ）、影突（かげとつ）
弓
斉射之一（せいしゃのいち）、斉射之二（せいしゃのに）、斉射之三（せいしゃのさん）、斉射之四（せいしゃのし）、斉射之極（せいしゃのきわみ）、扇抜（おうぎぬき）、天弓（てんきゅう）、射切（しゃぎり）
鉄砲
連撃之一（れんげきのいち）、連撃之二（れんげきのに）、連撃之三（れんげきのさん）、連撃之四（れんげきのし）、連撃之極（れんげきのきわみ）、捨奸（すてがまり）、烈火（れっか）、竜撃（りゅうげき）
妨害
罵声（ばせい）、威圧（いあつ）、混乱（こんらん）、籠絡（ろうらく）、同討（どうしうち）、乱破（らっぱ）、離間（りかん）、謀殺（ぼうさつ）、火牛（かぎゅう）、鬼謀（きぼう）
回復
鼓舞（こぶ）、鎮静（ちんせい）、治療（ちりょう）
兵科強化
足軽強化（あしがるきょうか）、騎馬強化（きばきょうか）、弓強化（ゆみきょうか）、鉄砲強化（てっぽうきょうか）、兵器強化（へいききょうか）
全体強化
八幡之備（はちまんのそなえ）、金剛之備（こんごうのそなえ）、不動之備（ふどうのそなえ）、鉄壁之備（てっぺきのそなえ）、威風之備（いふうのそなえ）、車懸之備（くるまがかりのそなえ）、覇王之備（はおうのそなえ）
拠点
投石（とうせき）、熱湯（ねっとう）、焙烙（ほうろく）
諸勢力
猛駆（もうく）、猛射（もうしゃ）、土竜攻（もぐらぜめ）、火攻（ひぜめ）、破砕（はさい）、石崩（いしくずし）、猛撃（もうげき）、火龍（かりゅう）、石火（いしび）、火船（かせん）、懐柔（かいじゅう）

## シナリオ

### 全国モード
信長元服 〜うつけ信長
1546年1月
尾張統一 〜三好家の台頭
1555年10月
信長上洛 〜九州の覇者
1568年11月
姉川の戦い
1570年6月
長篠の戦い 〜騎馬 vs 鉄砲
1575年6月
夢幻の如く 〜真田家登場
1582年1月
次代を継ぐ者
1580年1月
群雄集結 〜夢のオールスター
1565年3月
信長誕生
1534年5月
野望、再び
1582年12月
関ヶ原の戦い
1600年4月
上洛の夢
1511年8月
慶長大転封
1588年1月

### 群雄覇権モード
瀬戸内の覇者
1560年1月 中国・四国地方
毛利元就、尼子経久、宇喜多直家、長宗我部元親、三好長慶
関東の群狼
1560年1月 関東地方
北条氏康、長野業正、佐竹義重、里見義堯
三つ巴と六文銭
1570年1月 関東・甲信越地方
上杉謙信、武田信玄、北条氏康、真田幸隆
信長包囲網
1570年1月 近畿地方
織田信長、足利義昭、浅井長政、朝倉義景
九州三国志
1580年1月 九州地方
島津義久、大友宗麟、龍造寺隆信
不如帰の行方
1590年1月 近畿・東海・北陸地方
織田信長、豊臣秀吉、徳川家康、松永久秀、本願寺顕如、鈴木重秀　
奥州、乱る
1600年1月 東北地方
伊達政宗、上杉景勝、最上義光、南部信直、津軽為信
上田城攻め
1600年7月 関東・甲信地方
徳川秀忠、真田昌幸
関ヶ原決戦
1600年10月 近畿・東海地方
徳川家康、石田三成
嵐の前夜
1540年1月 東海地方
織田信秀、斎藤道三、松平広忠、今川義元、武田信虎
光秀の野望
1582年6月 近畿地方
明智光秀、羽柴秀吉、柴田勝家、細川忠興
のぼうの城
1590年5月
成田長親、石田三成
大坂の陣
1615年5月
徳川家康、豊臣秀頼
鳥なき島の蝙蝠（体験版オリジナルシナリオ）
1575年1月 四国地方
長宗我部元親
信長の初陣（体験版オリジナルシナリオ）
1550年3月 東海地方
織田信長

## タイアップ
本作では、地方自治体や映画作品などとタイアップしており、所縁のある人物やキャラクターの武将データと顔CGの配信やイベントが行われた。
以下はタイアップ先と、データ配信された関連人物。
- 映画『火天の城』

岡部又右衛門
- 「天地人」直江兼続やまがた情報局

樋口兼豊、谷柏直家、成沢道忠
- 宮城県

片倉喜多、萱場元時、亘理元宗
- ゆるキャラまつり in 彦根

かねたん、いしだみつにゃん、しまさこにゃん、おおたににゃんぶ、がもにゃん、とらにゃん
下記のキャラクターは顔CGとしてダウンロードができる。
やちにゃん、ひこちゅう、さばにゃん、さばトラななちゃん、けーぶるん、ぼっくりん、パパたこ、いが☆グリオ、はいくちゃん、ハンバーグマのグーグー、謙信くん、けんけん、兼続くん、コッペちゃん、ねぎっちょ、バンク
- 福島商工会議所青年部

飯坂猫、穴沢俊光、傑山雲勝
- 兵庫県三木市

中村忠滋、久米五郎、神吉頼定
- （株）まちづくり湖北＆米原市商工会

堀秀村、雨森清貞、安養寺氏種
- 雑誌「歴史魂」石田三成特集

前野忠康、小幡信世、山田去暦
- 和歌山市「雑賀孫市と雑賀衆のまち」

的場昌長、佐武義昌、奥重政
- 小野坂昌也・竹本英史のネオロマ&無双

小野坂龍虎、竹本ポルト
この他、『信長の野望Online』ゲーム内に「天道を知る者」というイベントが登場した。

## パワーアップキット
定番であるパラメータのエディット機能を始め、以下の新要素が追加された。

### 新シナリオ・新武将の追加
シナリオは全国モード5本、群雄覇権モード6本が追加され、新武将はおよそ120人が追加された。

### AIエディタ・勢力登場切替の追加
「AIエディタ」により、大名の思考パターンに手を加える事が可能になった。これにより、好戦的な大名を理知的にするなどして、通常とは異なるゲーム展開を楽しめる。
「勢力登場切替」はゲーム開始前に登場する勢力を設定するシステムであり、特定の地方の勢力のみ登場など様々なシチュエーションでゲームを始めることができる。

### 文化の概念の追加
「武家文化」「公家文化」「寺社文化」「南蛮文化」の4系統32種類（1系統につき8種類ずつ）の文化が登場した。
武家文化は武将および部隊、公家文化は外交、寺社文化は内政、南蛮文化は防衛に特化した効果を有しており、それぞれの文化に対応する名声上昇施設を規定数建設する事で新たに文化を習得していくという『革新PK』の技術革新のようなシステムとなっている。